# Jan Andrzej Górny
Jan Andrzej Górny (ur. 21 października 1955 w Chełmie) – polski działacz struktur podziemnych NSZZ „Solidarność” w latach 80. XX wieku.

## Życiorys
Z zawodu jest technikiem informatykiem, do 1980 pracował w Hucie Katowice. W sierpniu 1980 uczestniczył w strajku w swoim macierzystym zakładzie, był tam członkiem komitetu strajkowego, następnie wszedł w skład Międzyzakładowego Komitetu Założycielskiego Katowice, w którym był m.in. wiceprzewodniczącym. Po ogłoszeniu stanu wojennego ukrywał się, współpracował z utworzoną na początku 1982 podziemną Regionalną Komisją Koordynacyjną NSZZ „Solidarność” Regionu Śląsko-Dąbrowskiego kierowaną przez Janinę Jadwigę Chmielowską. W styczniu 1986 został przewodniczącym Regionalnej Komisji Wykonawczej NSZZ „Solidarność” Regionu Śląsko-Dąbrowskiego (zastąpił aresztowanego w czerwcu 1985 Tadeusza Jedynaka) i w tym charakterze wszedł także w skład Tymczasowej Komisji Koordynacyjnej NSZZ „Solidarność”. W październiku 1986 zaprzestał ukrywania się, w listopadzie 1987 został aresztowany pod zarzutem niepłacenia alimentów, został następnie skazany i ostatecznie zwolniony w maju 1988. W sierpniu 1988 uczestniczył w strajku w kopalni Manifest Lipcowy. Uczestniczył w obradach Okrągłego Stołu jako ekspert w podzespole ds. górnictwa.